# آشیل والنسیانز
آشیل والنسیانز (۹ اوت ۱۷۹۴–۱۳ آوریل ۱۸۶۵) جانورشناس فرانسوی بود.
والنسیانز در پاریس متولد شد و تحت ژرژ کوویه تحصیل کرد. مطالعه والنسیانز در مورد کرم‌های انگلی در انسان نقش مهمی در مطالعه انگل‌شناسی داشته‌است. وی همچنین طبقه‌بندی‌های متنوعی سیستماتیک را انجام داد و گونه‌های فسیلی و فعلی را به هم پیوند داد.
وی با کوویور ۲۲ جلد کتاب «تاریخ طبیعی ماهی» (۱۸۴۸–۱۸۲۸) چاپ کرد، پس از درگذشت کوویور در سال ۱۸۳۲ وی به تنهایی ادامه داد. در سال ۱۸۳۲، وی جانشین آنری ماری دوکروته دو بلنویل (۱۸۵۰–۱۷۷۷) به عنوان استاد تاریخ طبیعی صدف، کرم‌ها و حیوانات زنده در موزه ملی تاریخ طبیعی فرانسه تدریس کرد.
در اوایل کار خود، او وظیفه طبقه‌بندی حیواناتی را که توسط الکساندر فون هومبولت (۱۸۵۹–۱۷۶۹) در سفرهایش در مناطق استوایی آمریکا (۱۷۹۹تا ۱۸۰۳) طبقه‌بندی شده بود، قرار داد و دوستی پایدار بین این دو نفر برقرار شد. او روی بسیاری از گونه‌های ماهی‌ها، از جمله آبشار فانی بارتلی است.
والنسیانز در زمینه علمی خزنده‌شناسی، دو گونه جدید از خزندگان را توصیف کرد.
ارگان والنسیان، بخشی از آناتومی یک زن از جنس ملوانک، که هدف از آن ناشناخته مانده‌است، نام او را گرفته‌است.
گونه ای از مارمولک، لیست مارمولک‌های آنولیس نام او است.